# Kevin Macdonald
Kevin Glyn Buchanan Macdonald nascut el 28 d'octubre de 1967) és un director de cinema escocès. Ha dirigit un documental sobre l'assassinat d'11 atletes israelians el 1972, que li va guanyar l'Oscar al millor documental, el documental d'escalada Touching the Void (2003), el drama The Last King of Scotland (2006), el thriller polític L'ombra del poder (2009), el  documental sobre Bob Marley Marley  (2012), el drama post-apocalíptic La meva vida d'ara (2013), el thriller Black Sea (2014), el documental de Whitney Houston Whitney (2018) i la pel·lícula de drama legal The Mauritanian ( 2021).

## Vida personal
Macdonald va néixer a Glasgow, Escòcia. Els seus avis materns eren el cineasta jueu britànic d'origen hongarès Emeric Pressburger i la guionista i actriu anglesa Wendy Orme. Es va criar a Gartocharn, Dunbartonshire i va assistir a l'escola primària local durant els primers cinc anys de la seva educació, Va ser educat al Glenalmond College i al St Anne's College, Oxford. El seu germà Andrew Macdonald és un productor de cinema.
El 1999 es va casar amb Tatiana Lund, amb qui té tres fills. Viu al Nord de Londres.

## Carrera
Macdonald va començar la seva carrera amb una biografia del seu avi, The Life and Death of a Screenwriter (1994), que va convertir en el documental The Making of an Englishman (1995).
Després de fer una sèrie de documentals biogràfics, Macdonald va dirigir One Day in September (1999), sobre la assassinat d'atletes israelians als Jocs Olímpics d'estiu de 1972. Possiblement la característica més sorprenent d'aquesta pel·lícula va ser la llarga entrevista amb Jamal Al-Gashey, l'últim supervivent conegut dels terroristes de Munic (s'ha suggerit recentment al llibre d'Aaron Klein Striking Back que un altre, Mohammed Safady, també podria estar viu). Macdonald va trobar Al-Gashey a través d'intermediaris i va poder convèncer-lo que la pel·lícula només seria veritablement autèntica si Al-Gashey donava la seva versió de la història. Com que l'antic terrorista estava convençut que les autoritats israelianes encara el perseguien (havia estat amagat des que el van rescatar per un avió segrestat menys de dos mesos després de la massacre de Munic), Al-Gashey va acceptar l'entrevista només amb la condició que estar disfressat, el seu rostre es mostraria només a l'ombra o borrosa, i que l'entrevista seria realitzada per una persona i en un lloc escollit per Al-Gashey (que va resultar ser Amman, Jordania), tot i que Al-Gashey va acceptar que Macdonald podria estar present. Atès que l'entrevista es va fer íntegrament en àrab (tot i que se sabia que Al-Gashey parlava anglès amb fluïdesa, després d'haver estat entrevistat en l'idioma el 1972), i Al-Gashey (a través de la paranoia o la molèstia) sovint sortia de la sala d'entrevistes, Macdonald no sabia si tenia alguna cosa útil fins que va tornar a Londres i va contractar un traductor àrab. La pel·lícula va guanyar un Oscar al millor documental.
La seva següent pel·lícula va ser Touching the Void, un docudrama que explicava la història de dos escaladors fent la primera ascensió amb èxit de la cara oest de Siula Grande, un cim important dels Andes peruans, el 1985 i la posterior sèrie dramàtica d'esdeveniments durant el seu descens després que un dels escaladors es trenqués la cama mentre es trobava a dalt del cim. La pel·lícula va guanyar el premi Alexander Korda a la millor pel·lícula britànica als 57ns Premis BAFTA; casualment, va ser Korda qui havia donat a l'avi de Macdonald la seva primera feina quan va arribar al Regne Unit el 1935.
El següent va ser The Last King of Scotland, per la qual Forest Whitaker va rebre un gran reconeixement i va guanyar diversos premis d'actuació, inclòs l'Oscar al millor actor.
També ha dirigit una sèrie d'anuncis de televisió amb RSA Films que el representen per a tota la seva feina comercial de televisió arreu del món.
Macdonald va dirigir  l'adaptació cinematogràfica del reeixit drama de la BBC State of Play, protagonitzat per Russell Crowe. Després va dirigir The Eagle, una adaptació del llibre The Eagle of the Ninth , sobre una legió romana al segle II d.C. a Escòcia. Bobby Fischer Goes to War, el seu proper projecte, és una pel·lícula sobre el Campionat Mundial d'Escacs de 1972 a Reykjavík, Islàndia, on Bobby Fischer es va enfrontar a tot l'establiment d'escacs soviètic.
Macdonald va fer la pel·lícula Life in a Day amb el productor Ridley Scott. El metratge va ser filmat per milers de persones d'arreu del món sobre les seves vides en un dia i publicat a YouTube. La pel·lícula es va estrenar al Festival de Cinema de Sundance de 2011 a una audiència global en directe, el 27 de gener de 2011.
Macdonald va treballar amb l'equip de producció cinematogràfica Altitude, que va crear la pel·lícula documental sobre Amy Winehouse, aclamada per la crítica i comercialment, Amy (2015), a Whitney, un documental de 2018 basat en la vida i la mort de Whitney Houston. Aquest va ser el primer documental de Whitney Houston autoritzat oficialment per la propietat i inclou imatges mai vistes de Houston, enregistraments de demostració exclusius, actuacions rares i entrevistes amb lluminàries com Clive Davis. Macdonald va declarar: "La història que mai s'explica sobre Whitney és com de brillant va ser com a artista; per molts va tenir la veu més gran dels darrers 50 anys. Va canviar la forma en què es cantava la música pop, tornant-la a completar el cercle a les seves arrels de blues i gospel també va ser completament única en ser una estrella del pop negra que va transcendir la seva carrera a nivell mundial amb la seva obra venuda en països on els artistes negres no venien."
El 2021, Macdonald va estrenar The Mauritanian, un drama legal basat en la història real de Mohamedou Ould Slahi, un home maurità que va estar detingut durant catorze anys. anys (del 2002 al 2016) sense càrrecs al camp de detenció de la badia de Guantánamo, una presó militar dels Estats Units. La pel·lícula va rebre crítiques mixtes i positives, i els crítics van elogiar la direcció de Macdonald, la seva fotografia i les actuacions del repartiment, però van criticar el seu guió. Als 78ns Premis Globus d'Or la pel·lícula va rebre dues nominacions; Millor actor - Drama cinematogràfic (per a Rahim), amb Foster guanyador del Millor actriu secundària - Pel·lícula.
El seu projecte de 2023 George Blake, produït per Femke Wolting, va guanyar el premi de desenvolupament a la secció de Series Mania SERIESMAKERS 2024.

## Filmografia
Com a director
- The Making of an Englishman (1995), sobre el cineasta Emeric Pressburger
- Chaplin's Goliath (1996), asobre l'actor Eric Campbell
- The Moving World of George Rickey (1997)
- Howard Hawks: American Artist (1997)
- Donald Cammell: The Ultimate Performance (1998, també productor), sobre el director de cinema Donald Cammell (codirigit amb Chris Rodley)
- Kindertransport (1998)
- One Day in September (1999) (va guanyar un Premi Oscar)
- Humphrey Jennings (2000)
- A Brief History of Errol Morris (2000), entrevistra amb Errol Morris
- Humphrey Jennings: The Man Who Listened to Britain (2000)
- Being Mick (2001), un documental seguint Mick Jagger
- Touching the Void (2003)
- Touching the Void: Return to Siula Grande (2004)
- The Last King of Scotland (2006)
- My Enemy's Enemy (2007)
- L'ombra del poder (2009)
- Shallow Grave: Digging Your Own Grave (2009)
- The Eagle (2011)
- Life in a Day (2011)
- Marley (2012)
- La meva vida d'ara (2013)
- Christmas in a Day (2013)
- Black Sea (2014)
- 11.22.63  (2016) (episod 1, "The Rabbit Hole")
- Sky Ladder: The Art of Cai Guo-Qiang (2016)
- Oasis (2017) (originalment pensat com a pilot de sèrie de televisió))
- Whitney (2018)
- Return to Podor (2018)
- Life in a Day 2020 (2021)
- The Mauritanian (2021)
- It Takes a Flood... (2021)[8]
- High & Low – John Galliano (2023)
- Last Song from Kabul (2023)
- George Blake TV series (2023)
- Klitschko: More Than a Fight (2024)
- One to One: John & Yoko (2024)